# Nijeveense Bovenboer
Pour les articles homonymes, voir Bovenboer.
Nijeveense Bovenboer est un hameau néerlandais de la commune de Meppel, situé dans la province de Drenthe. Il faisait partie de la commune de Nijeveen avant 1998, date à laquelle il a été rattaché à Meppel. En 2009, la population s'élevait à 120 habitants.